# Umjetna radioaktivnost
Umjetna radioaktivnost je prvi put ostvarena 1934. kad su I. i F. Joliot-Curie proizveli umjetni radionuklid stabilnog kemijskog elementa. Oni su nuklearnim reakcijama proizveli umjetne radioaktivne elemente. Ti umjetni radioaktivni elementi su izotopi koji imaju i vrlo kratko polovično vrijeme raspadanja, i brzo prelaze u stabilne elemente. Bombardiranjem aluminija alfa-zrakama dobili su izotop fosfora, koji je radioaktivan pa prelazi u silicij koji nije radioaktivan. Kod tog raspadanja pojavljuje se jedna nova čestica koja ima istu masu kao elektron, samo ima pozitivan električni naboj, i zove se pozitron. Pozitron je prvi otkrio američki fizičar C. D. Anderson 1932. u kozmičkim zrakama. 
Umjetni radioaktivni elementi imaju veliku primjenu u medicini i tehnici, u raznim granama privrede, a osim toga su mnogo jeftiniji od prirodnih radioaktivnih elemenata. Pomoću takvih elemenata može se pratiti tok nekog tehnološkog procesa jer se put radioaktivnog elementa u takvom procesu može točno kontrolirati pomoću Geiger-Müllerovog brojila.
Radioaktivne jezgre mogu se dobiti bombardiranjem stabilnih jezgara protonima, alfa-česticama, neutronima i tako dalje, a najprikladniji su neutroni zato što nemaju električnoga naboja pa ne moraju imati veliku kinetičku energiju kako bi prodrli u atomske jezgre. Danas kao glavni izvor umjetnih radioaktivnih elemenata služe nuklearni reaktori i akceleratori čestica. Tijekom Drugog svjetskog rata i poslije toga razvijano je nuklearno oružje, a radioaktivnost razarajuće djeluje na ljude i sve žive organizme, zagađuje materijalne tvorevine, zemljište i zrak.

## Primjeri umjetne radioaktivnosti
Sljedeća tablica daje približne prosječne vrijednosti umjetne radioaktivnosti:
| Izvor radijacije                         | Svijet | SAD   | Japan | Napomene |
| ---------------------------------------- | ------ | ----- | ----- | --- |
| Medicinski izvor                         | 0,60   | 3,00  | 2,30  | svjetski prikaz isključuje radioterapiju; u SAD podaci su uglavnom za računalnu tomografiju i nuklearnu medicinu.                         |
| Potrošačke stavke                        | –      | 0,13  |       | cigarete, putovanje zrakoplovom, građevinski materijali i tako dalje                                                                      |
| Atmosfersko testiranje nuklearnog oružja | 0,005  | –     | 0,01  | vrhunac od 0,11 mSv u 1963. i od tada opada; najveće vrijednosti blizu mjesta ispitivanja                                                 |
| Izlaganje na radnom mjestu               | 0,005  | 0,005 | 0,01  | svjetski prosjek je za radnike samo 0,7 mSv, uglavnom zbog radona u rudnicima. Za SAD vrijednosti su za medicinsko i zrakoplovno osoblje. |
| Černobilska katastrofa                   | 0,002  | –     | 0,01  | vrhunac od 0.04 mSv u 1986. i od tada opada; najveće vrijednosti blizu mjesta nesreće                                                     |
| Nuklearni gorivni ciklus                 | 0,0002 |       | 0,001 | do 0,02 mSv u blizini mjesta dobivanja sirovina za nuklearno gorivo; isključuje izlaganje osoblja                                         |
| Ostalo                                   | –      | 0,003 |       | Industrija, osiguranje, nuklearna istraživanja                                                                                            |
| Ukupno                                   | 0,61   | 3,14  | 2,33  | |